# 위산 (소화계)

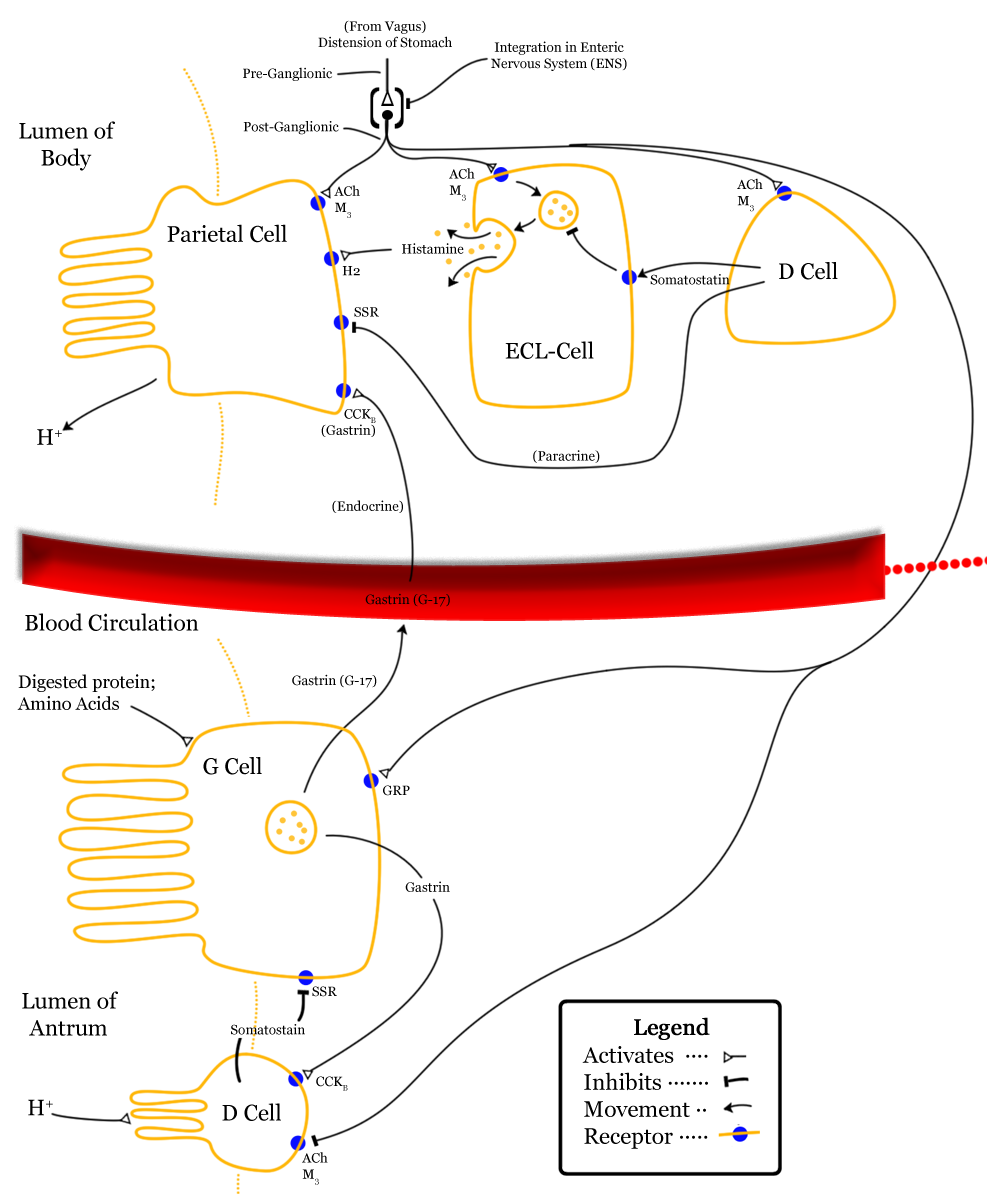
위산 분비 제어 흐름도

위산(胃酸)은 위에서 분비되는 소화를 돕는 액체이다. pH가 1.5~3.5 정도이며 0.5%(5000ppm)의 염산과 대량의 염화 칼륨, 염화 나트륨으로 되어 있다. 위산은 펩신과 함께 단백질의 소화를 돕는데 주 역할을 한다.

## 분비 제어

위산 분비의 주요 결정 요인을 기술한 그림.

## 위산 분비
카페인은 위산분비를 촉진시킬 수 있다.

## 같이 보기
- 소화계통
- 염산
- 위
- 음식
- 식도염